# Алексеев, Василий Михайлович (филолог)
Васи́лий Миха́йлович Алексе́ев (2 (14) января 1881 года, Санкт-Петербург — 12 мая 1951 года, Ленинград) — русский советский филолог-китаист, нумизмат, переводчик китайской классической литературы (всего за свою жизнь акад. В. М. Алексеев перевёл около тысячи китайских классических произведений более 230 авторов). Действительный член АН СССР (12.01.1929, член-корреспондент с 01.12.1923). Дядя историка Ю. Г. Алексеева.

## Биография
Внебрачный сын отставного солдата, служившего счётчиком на патронном заводе Михаила Алексеевича Алексеева и малограмотной кухарки, из мещан города Луга Петербургской губернии Марии Густавовны Сидрон. Среднее образование получил в Кронштадтской гимназии, куда его приняли после смерти отца в 1892 году в качестве «казённокоштного» ученика. По окончании гимназии с серебряной медалью в 1898 году принят в Петербургский университет без платы за обучение благодаря ходатайству директора гимназии.
В 1902 году окончил факультет восточных языков Петербургского университета. В 1904 году был направлен для продолжения образования в Европу (Англия, Франция, Германия, 1904—1906), что принесло ему немало пользы; с благодарностью упоминал он таких синологов, как Стивен Бушелл и особенно Эдуард Шаванн.
В 1907—1909 годах жил в Китае, работал с Шаванном и П. Пельо. В 1912 году командирован в Южный Китай. С 1910 года преподавал в Санкт-Петербургском (позднее Ленинградском) университете, Институте живых восточных языков. В 1916 году защитил магистерскую диссертацию «Китайская поэма о поэте. Стансы Сыкун Ту (837—908). Перевод и исследование». Профессор (2.XI.1918). В 1923 году избран членом-корреспондентом РАН по Отделению исторических наук и филологии.
В 1920-е гг. Алексеев был одним из ключевых сотрудников Азиатского музея. Там же работала его жена Наталья, дочь историка М. А. Дьяконова. Во время поездки в Европу летом 1923 года С. Ф. Ольденбург и В. М. Алексеев выписали для музея полное переиздание даосского канона «Дао цзан», осуществлённое в 1923—1926 годах в Шанхае.
В марте 1926 года Алексеев прочёл пять лекций о китайском театре в Школе востоковедения Лондонского университета. В ноябре 1926 года в Коллеж де Франс и Музее Гиме прочёл шесть лекций о китайской литературе. Эти лекции составили книгу «Китайская литература», вышедшую на французском языке в Париже в 1937 году. 
Эта публикация стала поводом для травли учёного. 31 мая 1938 года в газете «Правда» вышла статья, написанная сотрудниками Института востоковедения, «Лжеучёный в звании советского академика». В ней, в частности, утверждалось, что «за годы советской власти, почти за десять лет своего пребывания в рядах советских академиков В. М. Алексеев не издал ни одного сколько-нибудь солидного, научно ценного и необходимого стране труда». В ленинградских вузах и академических учреждениях состоялись массовые собрания, на которых были приняты резолюции с осуждением ошибочных методов преподавания Алексеева и публикации им за границей слабой, устаревшей работы. Он был вызван в Москву на заседание Президиума АН СССР для личных объяснений по поводу поступивших на него жалоб и обвинений. На этом заседании, состоявшемся 15 июня 1938 года, Алексеева подвергли суровому осуждению, но благодаря президенту АН В. Л. Комарову, указавшему на острую необходимость для страны продолжения работы Алексеева над китайско-русским словарём, участники заседания ограничились вынесением ему «строгого предупреждения», назначив ему жёсткий срок для представления указанной работы. Учёный сосредоточил всё своё внимание на подготовке китайско-русского словаря, хотя ему также предписывалось написать и грамматику китайского языка.
В 1937—1938 годах были арестованы жившие в одной квартире с семьёй Алексеева его ученик, японист и тангутовед Н. А. Невский и его жена Исоко Мантани-Невская, затем близкий друг Алексеева японист Н. И. Конрад.
«После потрясений, идущих крещендо, очевидно до окончательной катастрофы, работа падает из рук» (дневник В. М. Алексеева, 7 октября 1937 года).
В период войны Алексеев эвакуирован в Северный Казахстан, в курортное местечко Боровое. В послевоенные годы продолжал заниматься составлением китайско-русского словаря. Сделал доклады на заседаниях в конференц-зале АН СССР — об истории китаизации буддизма и характере китайской поэзии в оценке китайских писателей (27 и 30 июня 1947). В апреле 1949 года его прорабатывали на «расширенном заседании Учёного совета Тихоокеанского института и Бюро Московской группы ИВ АН СССР о борьбе с космополитизмом в востоковедной науке». За головным ударом последовали проработки в ленинградских востоковедных учреждениях.
Умер от рака 12 мая 1951 года. Похоронен в Ленинграде на Шуваловском кладбище.
Библиотека Алексеева, которая насчитывала более десяти тысяч книг (в неё входили многотомные труды и исследования, словари, энциклопедии, справочники, периодические издания на китайском, русском и западноевропейских языках по вопросам истории, литературы, искусства, языка и культуры Китая) была передана через «Академкнигу» Московскому институту востоковедения Академии наук СССР.

## Вклад в науку
В. М. Алексеев, как и другие его коллеги и современники, например, И. Ю. Крачковский или Б. Я. Владимирцов, был востоковедом-энциклопедистом, разрабатывавшим самые различные синологические проблемы.
Он создал первую в мировой китаеведческой науке работу по экспериментальной фонетике, исследуя звуки пекинского диалекта (1910). Значительное время Алексеев уделил изучению китайских народных картин няньхуа; он мечтал посвятить этому вопросу свою диссертацию, однако Императорская Академия наук отказалась от финансирования проекта. Он впервые в русской науке поставил вопрос об изучении истории китайской литературы как художественного творчества (1917), ведь до этого под китайской литературой понималось всё письменное наследие китайцев, включая не только философские и религиозные трактаты, но и труды по сельскому хозяйству или военной науке (так было в изданном в 1880 г. в Петербурге первом в мире «Очерке истории китайской литературы»). В. М. Алексеев начал исследование китайской поэтической мысли, одним их первых в Европе написал о современной китайской литературе (1929), оставил труды по лингвистике, в том числе и по письменности («Китайская иероглифическая письменность и её латинизация», 1932), разрабатывал проблемы лексикологии, работая много лет над составлением и редактированием большого китайско-русского словаря, макет которого был издан в 1948 году, но сам словарь в дополненном и переработанном виде вышел только в 1983 году под редакцией его ученика проф. И. М. Ошанина. Но всё-таки главной темой работы Алексеева всегда было изучение истории китайской литературы. В 1916 году в Петрограде вышло в свет его фундаментальное исследование знаменитых стансов о поэтическом вдохновении Сыкун Ту (837—908) («Поэма о поэте»), которое сразу привлекло внимание А. Блока и других тогдашних литераторов. Как писала в рецензии Лариса Рейснер: «В краткой заметке … мне, конечно, невозможно передать, какое значение эта вещь имеет не только для восточного искусства, но для мировой литературы» («Летопись», 1917, N 5 — 6, с. 363).
Евгений Загребнов отмечает его в числе «выдающихся китаеведов начала советского периода» как «играющего лидирующую роль в филологических исследованиях по китайскому языку».
Алексеев заложил основы изучения дальневосточной нумизматики. Он первым определил, систематизировал и издал собрание китайских монет эрмитажной коллекции.
В целом Алексеев издал 260 научных работ, среди которых переводы, филологические труды и статьи о теории перевода. Алексеев одним из первых перевёл «Исторические записки» Сыма Цяня, а в 1922—1923 годах опубликовал многократно переиздававшийся впоследствии перевод новелл «Ляо-чжай-чжи-и» Пу Сунлина.

## Награды
- Орден Ленина (10.06.1945)

## Память
На Доме академиков в Санкт-Петербурге, расположенном по адресу: 7-я линия Васильевского острова, 2/1, лит. А, в 1959 году была установлена мемориальная доска по проекту архитектор М. Ф. Егорова с текстом: «Здесь жил с 1939 по 1951 год академик Василий Михайлович Алексеев — крупнейший советский исследователь литературы, языка и культуры Китая».

## Сочинения
- Рабочая библиография китаиста: Книга руководств для изучающих язык и культуру Китая / Отв. ред. Б. Л. Рифтин; отв. сост. Т. И. Виноградова. — СПб.: БАН, 2010. — 504 с.
- В. И. Ленин на китайском языке
- Наука о Востоке: статьи и документы. — М., 1982. — 535 с.
- Труды по китайской литературе. Кн. 1—2. — М., 2002.
- La litterature chinoise.Six conferences au College de France et au Musee Guimet (Novembre 1926). — Paris, 1937. — 232 c.
- Римлянин Гораций и китаец Лу Цзи о поэтическом мастерстве // Известия АН СССР. Отделение литературы и языка. — 1944, том 3. — Выпуск 4. — С. 154—164. То же.: Алексеев В. М. Труды по китайской литературе. В 2 кн. Кн. I. — М., 2002.
- Греческий логос и китайское дао // Рефераты научно-исследовательских работ за 1945 г. — М., 1947.
- В старом Китае. Дневники путешествий. 1907 г. — М.: Изд. вост. литературы, 1958. — 312 с.
- В старом Китае / Отв. ред. Б. Л. Рифтин. — 2-е изд., испр. и доп. — М.: Восточная литература, 2012.
- Китайская народная картина / Ответственный редактор Л. З. Эйдлин. Составитель М. В. Баньковская. Предисловие Б. Л. Рифтина, М. Л. Рудовой. Комментарий и библиография Б. Л. Рифтина. — М.: Наука, ГРВЛ, 1966.
- Китайская иероглифическая письменность и её латинизация. — Л.: АН СССР, 1932. — 178 с.
- Описание китайских монет и монетовидных амулетов, находящихся в нумизматическом отделении имп. Эрмитажа. — СПб., 1907.
- Нумизматическая коллекция богдыхана Цань Луна / Записки нумизматического Отделения Имп. Рус. Археолог. Общества, т. I. — СПб., 1906.

## Переводы
- Пу Сун-лин. Странные истории из Кабинета Неудачника. СПб.: Петербургское Востоковедение, 2000. ISBN 5-85803-092-0
- Шедевры китайской классической прозы в переводах академика В. М. Алексеева: В 2 кн. М., 2006. ISBN 5-02-018490-X
- Шедевры китайской классической прозы в переводах академика В. М. Алексеева: неизданное. М.: Восточная литература, 2012. ISBN 978-5-02-036493-6